# Список соборов Румынии
Это список соборов в Румынии, отсортированный по конфессиям.

## Православие

### Румынская Православная Церковь
| Собор                                                                     | Изображение | Епархия                              | Локализация           | Дата                     | Стиль   | Комментарий               |  |
| ------------------------------------------------------------------------- | ----------- | ------------------------------------ | --------------------- | ------------------------ | ------- | ------------------------- |  |
| Собор Святого Александра                                                  |             | Александрийская епархия              | Александрия           |                          |         |                           |  |
| Собор Святой Троицы Catedrala Reîntregirii Neamului din Alba Iulia        |             | Алба-Юлинская архиепархия            | Алба-Юлия             |                          |         |                           |  |
| Собор Святой Троицы Catedrala «Sfânta Treime»                             |             | Арадская митрополия                  | Арад                  | 2009                     |         |                           |  |
| Собор Рождества Иоанна Крестителя Catedrala Nașterea Sf. Ioan Botezătorul |             | Арадская митрополия                  | Арад                  | 1862—1865                |         | бывший кафедральный собор |  |
| Собор Святых Петра и Павла                                                |             | Арадская митрополия                  | Арад                  |                          |         | бывший кафедральный собор |  |
| Успенский собор                                                           |             | Арджешская и Мускесская епархия      | Куртя-де-Арджеш       |                          |         |                           |  |
| Собор Святой Троицы Catedrala Ortodoxă din Sibiu                          |             | Ардяльская митрополия                | Сибиу                 |                          |         |                           |  |
| Собор Рождества Богородицы Biserica ortodoxă din Iosefin (Timișoara)      |             | Банатская митрополия                 | Тимишоара             | 1936                     |         | бывший кафедральный собор |  |
| Собор Трёх Святителей Catedrala Mitropolitană din Timișoara               |             | Банатская митрополия                 | Тимишоара             | 1940                     |         |                           |  |
| Вознесенский собор                                                        |             | Бузэусская и Вранческая архиепархия  | Бузэу                 |                          |         |                           |  |
| Собор Святого Николая                                                     |             | Девская епархия                      | Дева                  |                          |         |                           |  |
| Успенский собор                                                           |             | Джурджуская епархия                  | Джурджу               |                          |         |                           |  |
| Вознесенский собор                                                        |             | Залэусская епархия                   | Залэу                 | 2009                     |         |                           |  |
| Успенский собор                                                           |             | Залэусская епархия                   | Залэу                 |                          |         | бывший кафедральный собор |  |
| Успенский собор                                                           |             | Карансебешская епархия               | Карансебеш            | 2010                     |         |                           |  |
| Успенский собор Catedrala Ortodoxă a Vadului, Feleacului și Clujului      |             | Клужская митрополия                  | Клуж-Напока           | 1930                     |         |                           |  |
| Собор Святого Николая                                                     |             | Коваснинская епархия                 | Меркуря-Чук           |                          |         |                           |  |
| Собор Успения Богородицы                                                  |             | Липовская епархия                    | Липова                | XV—XVI века              | барокко |                           |  |
| Собор Святой Троицы                                                       |             | Марашушская епархия                  | Бая-Маре              |                          |         |                           |  |
| Собор Святого Георгия Biserica Sfântul Gheorghe                           |             | Молдовская и Буковинская митрополия  | Яссы                  | 1761—1769                |         | бывший кафедральный собор |  |
| Собор Святой Параскевы Catedrala Mitropolitană din Iași                   |             | Молдовская и Буковинская митрополия  | Яссы                  | вторая половина XIX века |         |                           |  |
| Собор Святого Николая Biserica Sfântul Nicolae Domnesc din Iași           |             | Молдовская и Буковинская митрополия  | Яссы                  | XV век                   |         | бывший кафедральный собор |  |
| Собор Святых Константина и Елены Catedrala Patriarhală din București      |             | Мунтеньская и Добруджская митрополия | Бухарест              | 1658                     |         | Патриарший собор          |  |
| Собор Святого Николая                                                     |             | Нижнедунаевская архиепархия          | Галац                 |                          |         |                           |  |
| Собор Святого Димитрия                                                    |             | Олтенейская митрополия               | Крайова               |                          |         |                           |  |
| Успенский собор Biserica cu Lună                                          |             | Орадская епархия                     | Орадя                 | 1790                     | барокко |                           |  |
| Собор Святой Параскевы                                                    |             | Романская и Бакэусская архиепархия   | Роман                 |                          |         |                           |  |
| Собор Святого Николая                                                     |             | Рымникская епархия                   | Рымнику-Вылча         |                          |         |                           |  |
| Собор Святого Георгия                                                     |             | Северинская епархия                  | Дробета-Турну-Северин |                          |         |                           |  |
| Собор Святого Георгия                                                     |             | Слатинская епархия                   | Слатина               | 1782                     |         |                           |  |
| Вознесенский собор                                                        |             | Слобозийская епархия                 | Слобозия              |                          |         |                           |  |
| Собор Святого Георгия                                                     |             | Сучавская архиепархия                | Сучава                |                          |         |                           |  |
| Собор Святых Петра и Павла Catedrala Sfinții Petru și Pavel din Constanța |             | Томисская архиепархия                | Констанца             | 1895                     |         |                           |  |
| Собор Святого Николая                                                     |             | Тулчевская епархия                   | Тулча                 |                          |         |                           |  |
| Вознесенский собор                                                        |             | Тырговиштская митрополия             | Тырговиште            |                          |         |                           |  |
| Собор Святых Петра и Павла Catedrala Episcopală a Hușilor                 |             | Хушская епархия                      | Хуши                  | XVIII век                |         |                           |  |

### Сербская Православная Церковь
| Собор                 | Изображение | Епархия              | Локализация | Дата        | Стиль   | Комментарий |
| --------------------- | ----------- | -------------------- | ----------- | ----------- | ------- | ----------- |
| Собор Святого Николая |             | Тимишоарская епархия | Тимишоара   | 1745 — 1748 | барокко |             |

## Старообрядчество

### Русская православная старообрядческая церковь в Румынии[1]
| Собор            | Изображение | Епархия                           | Локализация                  | Дата | Стиль | Комментарий |
| ---------------- | ----------- | --------------------------------- | ---------------------------- | ---- | ----- | ----------- |
| Успенский собор  |             | Славская епархия                  | Славский Успенский монастырь |      |       |             |
| Успенский собор  |             | Буковино-Молдавская епархия       | Тыргу-Фрумос                 |      |       |             |
| Покровский собор |             | Брэиловская и Тульчинская епархия | Брэила                       |      |       |             |

## Армянская Апостольская Церковь
| Собор                                      | Изображение | Диоцез                | Локализация | Дата | Стиль | Комментарий |
| ------------------------------------------ | ----------- | --------------------- | ----------- | ---- | ----- | ----------- |
| Собор Святых Архангелов Михаила и Гавриила |             | Румынская епархия ААЦ | Бухарест    |      |       |             |

## Римско-Католическая Церковь
| Собор                                                                   | Изображение | Диоцез                            | Локализация | Дата        | Стиль      | Комментарий |
| ----------------------------------------------------------------------- | ----------- | --------------------------------- | ----------- | ----------- | ---------- | ----------- |
| Церковь латинского обряда                                               |             |                                   |             |             |            |             |
| Собор Святого Михаила Catedrala Sfântul Mihail                          |             | Архиепархия Алба-Юлия             | Алба-Юлия   | XIV век     | готика     |             |
| Собор святого Иосифа Catedrala Sfântul Iosif                            |             | Архиепархия Бухареста             | Бухарест    | 1873—1884   | неоготика  |             |
| Собор Вознесения Девы Марии Bazilica Romano-Catolică din Oradea         |             | Епархия Оради                     | Орадя       | 1779        |            | базилика    |
| Собор Вознесения Господня                                               |             | Епархия Сату-Маре                 | Сату-Маре   |             | классицизм |             |
| Собор Святого Георгия                                                   |             | Епархия Тимишоары                 | Тимишоара   | 1754        | барокко    |             |
| Собор Святой Марии Царицы Catedrala Sfânta Fecioară Maria Regină        |             | Епархия Ясс                       | Яссы        | 1992 — 2005 |            |             |
| Церковь восточного обряда                                               |             |                                   |             |             |            |             |
| Собор Святой Троицы Catedrala Sfânta Treime                             |             | Архиепархия Фагараш и Альба Юлия  | Блаж        | 1756        |            |             |
| Собор Преображения Catedrala Schimbarea la Față                         |             | Епархия Клуж-Герла                | Клуж-Напока | 1779        | барокко    |             |
| Собор Сошествия Святого Духа                                            |             | Епархия Лугожа                    | Лугож       | 1850        |            |             |
| Собор Вознесения Богородицы Catedrala Adormirea Maicii Domnului         |             | Епархия Марамуреша                | Марамуреш   | 1905—1911   | неоготика  |             |
| Собор Святого Николая Catedrala Sfântul Nicolae din Oradea              |             | Епархия Оради (грекокатолическая) | Орадя       | 1839        | барокко    |             |
| Армянский ординариат Румынии                                            |             |                                   |             |             |            |             |
| Собор Святой Троицы Catedrala armeano-catolică Sfânta Treime din Gherla |             |                                   | Герла       | 1804        |            |             |

## Протестантизм
| Собор                                                       | Изображение | Диоцез | Локализация | Дата      | Стиль              | Комментарий |
| ----------------------------------------------------------- | ----------- | ------ | ----------- | --------- | ------------------ | ----------- |
| Евангелическая Церковь Аугсбургского исповедания Румынии    |             |        |             |           |                    |             |
| Собор Святой Марии                                          |             |        | Сибиу       | 1520      | готика             |             |
| Евангелическо-Лютеранская Церковь Румынии                   |             |        |             |           |                    |             |
| Лютеранская церковь                                         |             |        | Клуж-Напока | 1816—1829 | барокко классицизм |             |
| Реформатская Церковь Румынии                                |             |        |             |           |                    |             |
| Реформатская церковь Biserica Reformată de pe Ulița Lupilor |             |        | Клуж-Напока | 1510      | готика             |             |
| Реформатская церковь                                        |             |        | Орадя       |           |                    |             |
| Унитарианская церковь Трансильвании                         |             |        |             |           |                    |             |
| Унитарианская церковь Biserica Unitariană din Cluj          |             |        | Клуж-Напока | 1796      | барокко            |             |